# Ischnothele xera
Ischnothele xera är en spindelart som beskrevs av Coyle och Meigs 1990. Ischnothele xera ingår i släktet Ischnothele och familjen Dipluridae.
Artens utbredningsområde är Jamaica. Inga underarter finns listade i Catalogue of Life.